# Аитбаев, Галиахмет Ямалетдинович
Галиахмет Ямалетдинович Аитбаев (баш. Ғәлиәхмәт Ямалетдин улы Айытбаев) — деятель Башкирского национального движения. Член Башкирского Правительства.

## Биография
Несмотря на то, что сохранилось немало документов о самой разносторонней деятельности Аитбаева Галиахмета Ямалетдиновича, отсутствуют подробные данные о нём биографического характера. Известно, что он является уроженцем деревни Азнагулово (ныне — Белорецкого района Башкортостана), где и поныне проживают его родственники по линии брата Аитбаева Абуталипа Ямалетдиновича под фамилиями Аитбаев и Аетбаев.
По сообщению историка Р. У. Кузыева, Галиахмет Аитбаев по образованию являлся учителем русского языка, учителем являлась и его супруга, которая преподавала продолжительное время в д. Азнагулово.
В 1917 году участвовал в работе Всебашкирских съездов (курултаев).
В начале ноября 1917 года вошёл в состав Башкирского центрального шуро (совета), занимался вопросами земледелия и лесного хозяйства. Принимал участие в подписании Фармана (приказа) № 1 от 11 ноября 1917 года и Фармана № 2 от 15 ноября 1917 года, провозгласивших территориальную автономию Башкурдистана.
Во время работы III Всебашкирского учредительного съезда в декабре 1917 года выступил с докладом по одному из важнейших вопросов башкирского национального движения — по земельным проблемам. Был избран членом предпарламента — Кесе-Курултая автономного Башкурдистана и вошёл в состав Башкирского правительства, руководил отделом земельного и лесного дела.

В феврале 1918 года в числе других членов Башкирского правительства, Галиахмет Аитбаев был арестован по приказу Оренбургского мусульманского военно-революционного комитета при поддержке Оренбургского губернского ревкома. В марте 1918 года был выпущен из тюрьмы.
В середине марта 1918 года был включён в состав Временного революционного совета Башкортостана.
В апреле 1918 года Галиахмет Аитбаев вместе с Тагиром Имаковым по распоряжению Народного комиссариата по делам национальностей был приглашён для работы в Петрограде, где 10 апреля 1918 года назначен заведующим отделом земледелия и лесной промышленности Центрального мусульманского комиссариата. В мае 1918 года вошёл в состав Татаро-Башкирского комиссариата в качестве комиссара со стороны башкир.
После восстановления работы Башкирского правительства в Челябинске, туда прибывает Г. Аитбаев. В своём представлении (докладе) Оренбургскому губернскому исполнительному комитету от 11 марта 1919 года Заки Валиди сообщает, что 2 июля 1918 года Башкирское правительство на своем заседании решило направить Галиахмета Аитбаева в Турцию «с предложением объединиться для совместной борьбы с поднявшим голову славянским и всемирным империализмом». Однако каких-либо документов о пребывании в Турции Аитбаева не было обнаружено.
В феврале 1919 года Галиахмет Аитбаев стал членом Башревкома и избран комиссаром по земледелию, однако вскоре оказался на стороне противников союза с большевиками, возглавляемого Г. Курбангалеевым. В конце марта 1919 года вёл работу в башкирских населённых пунктах агитационную работу в пользу белых частей.
17 мая 1919 года приказом № 100 генерал-майора А. И. Белова Галиахмет Аитбаев был награждён «орденом Святой Анны III степени, для нехристиан установленным».
Аитбаев вместе с М. Г. Курбангалеевым и другими оказался в городе Омске. 31 октября 1919 года они обратились к Верховному правителю Колчаку и его министру с просьбой образовать отдельное Башкирское войско и учредить Главное управление Башкирского казачьего войска при военном министерстве, выдать башкирам-беженцам 5 млн рублей, утвердить положение о Духовном управлении Башкортостана для скорейшей ликвидации «объявленной большевиками Советской Башкирской республики». 7 ноября 1919 года генерал М. В. Ханжин принял решение об удовлетворении ходатайства Курбангалеева и Аитбаева «из средств секретного фонда».
Приблизительно в начале 1920 года Галиахмет Аитбаев вернулся в Башкирскую республику и прибыл в город Стерлитамак.
16 февраля 1920 года согласно распоряжению Башревкома назначен следователем при Ревтрибунале, а в марте того же года Башкирским обкомом РКП(б) — председателем Тамьян-Катайского чрезвычайного комитета при БашЧК. Однако вскоре был арестован и находился в заключении. Был освобожден из заключения по амнистии от 29 апреля 1920 года.
В мае 1920 года работал помощником уполномоченного Автономной Башкирской Советской Республики при станции Раевский (Альшеевский район)Раевка по приёму и отправлению грузов. В связи с ухудшением здоровья, 30 мая 1920 года обратился к Башревкому с просьбой освободить его «от занимаемой должности и дать новое поручение».
Осенью 1920 года Галиахмет Аитбаев оказался в штабе руководителей Бурзян-Тангауровского повстанческого движения. Совместно с другими лидерами повстанцев — Мурзабулатовым, Расулевым, Юламановым и Нурбахтиным, 26 ноября 1920 года принимал участие с представителями властей республики Мостовенко, Карамышевым, Насыровым и Идельгужиным. Во время переговоров было подписано соглашение и повстанцы сложили оружие.
Дальнейшая судьба Галиахмета Аитбаева неизвестна.